# Dubiaranea aureola
Dubiaranea aureola là một loài nhện trong họ Linyphiidae. Loài này được phát hiện ở Peru.